# Стадіон Джюлешті-Валентин Стенеску
Стадіон Джулешті-Валентин Стенеску (рум. Stadionul Giulești-Valentin Stănescu) — колишній футбольний стадіон у Бухаресті, Румунія, який був домашньою ареною клубу «Рапід» протягом майже 80 років.
Він був урочисто відкритий в 1939 році і вміщував 19 000 глядачів. Назва стадіону походить від району Джюлешті, в якому він був розташований, а з 2001 року він також носив ім'я футболіста і тренера клубу Валентина Стенеску, який у статусі тренера допоміг «Рапіду» виграти свій перший титул чемпіона Румунії у 1967 році.
Стадіон був повністю знесений у 2019 році, а на його місці була побудована нова сучасна «Рапід-Арена», відкрита у 2022 році.

## Історія
Історія стадіону почалася в 1934 році, коли 31 березня газета Gazeta Sporturilor оголосила, що місцевий клуб ЧФР розпочне будівництво стадіону у столиці. Поле мало б ширину 65 метрів і довжину 105 метрів. Спочатку мер Бухареста не хотів давати дозвіл на будівництво стадіону, оскільки він не вписувався в систему міста. Нарешті було видано дозвіл, і в квітні 1936 року було оцінено, що стадіон буде готовий до вересня і матиме місткість близько 25 000 глядачів. Будівництво почалося того року, але тривало більше двох років, і остаточна місткість не була такою, як проектувалося.  Головним архітектором був Георге Думітреску.
Стадіон було урочисто відкрито 10 червня 1939 року, у 70-ту річницю запуску першого поїзда в Румунії. На той час це був найсучасніший стадіон у Румунії, який нагадував зменшену копію лондонського стадіону «Гайбері», місткістю 12 160 місць. Серед гостей на церемонії відкриття були Король Румунії Кароль II, Принц Румунії Міхай і Принц Греції Павло. Будучи відомим своєю архітектурою в стилі ар-деко, стадіон швидко став символом робітничого району Джюлешті.
Реконструкція північної трибуни була завершена в середині 1990-х років, збільшивши місткість до 19 100 місць. У 2003 році стадіон був знову реконструйований. Центральна трибуна була розширена та накрита дахом, а захисна огорожа була замінена на прозорий пластиковий матеріал для покращення видимості глядачів.
З літа 2004 року стадіон вивели з підпорядкування Міністерства транспорту, будівництва та туризму і він перейшов під управління «Рапіда». Його місткість була обмежена до 11 704 місць через проблеми безпеки щодо окремих частин стадіону.
24 листопада 2018 року стадіон було закрито на демонтаж, оскільки на його місці планувалося побудувати новий стадіон. Останній матч на старому стадіоні відбувся того ж дня між «Рапідом» та нижчоліговим клубом «Инаніте Моделу» (1:0).
10 січня 2019 року розпочався процес знесення. 8 березня роботи продовжилися на другій і східній. На кінець березня залишилися лише північна та головна трибуни. Стадіон був повністю знесений 7 травня.

## Матчі збірної Румунії з футболу
На стадіоні проходили наступні матчі збірної Румунії:
| #  | Дата            | Рахунок | Суперник             | Турнір                 |
| -- | --------------- | ------- | -------------------- | ---------------------- |
| 1. | 28 квітня 2004  | 5–1     | ФРН                  | Товариський матч       |
| 2. | 4 вересня 2004  | 2–1     | Фінляндія            | Кваліфікація ЧС-2006   |
| 3. | 26 березня 2005 | 0–2     | Нідерланди           | Кваліфікація ЧС-2006   |
| 4. | 3 червня 2011   | 3–0     | Боснія і Герцеговина | Кваліфікація Євро-2012 |

## Галерея

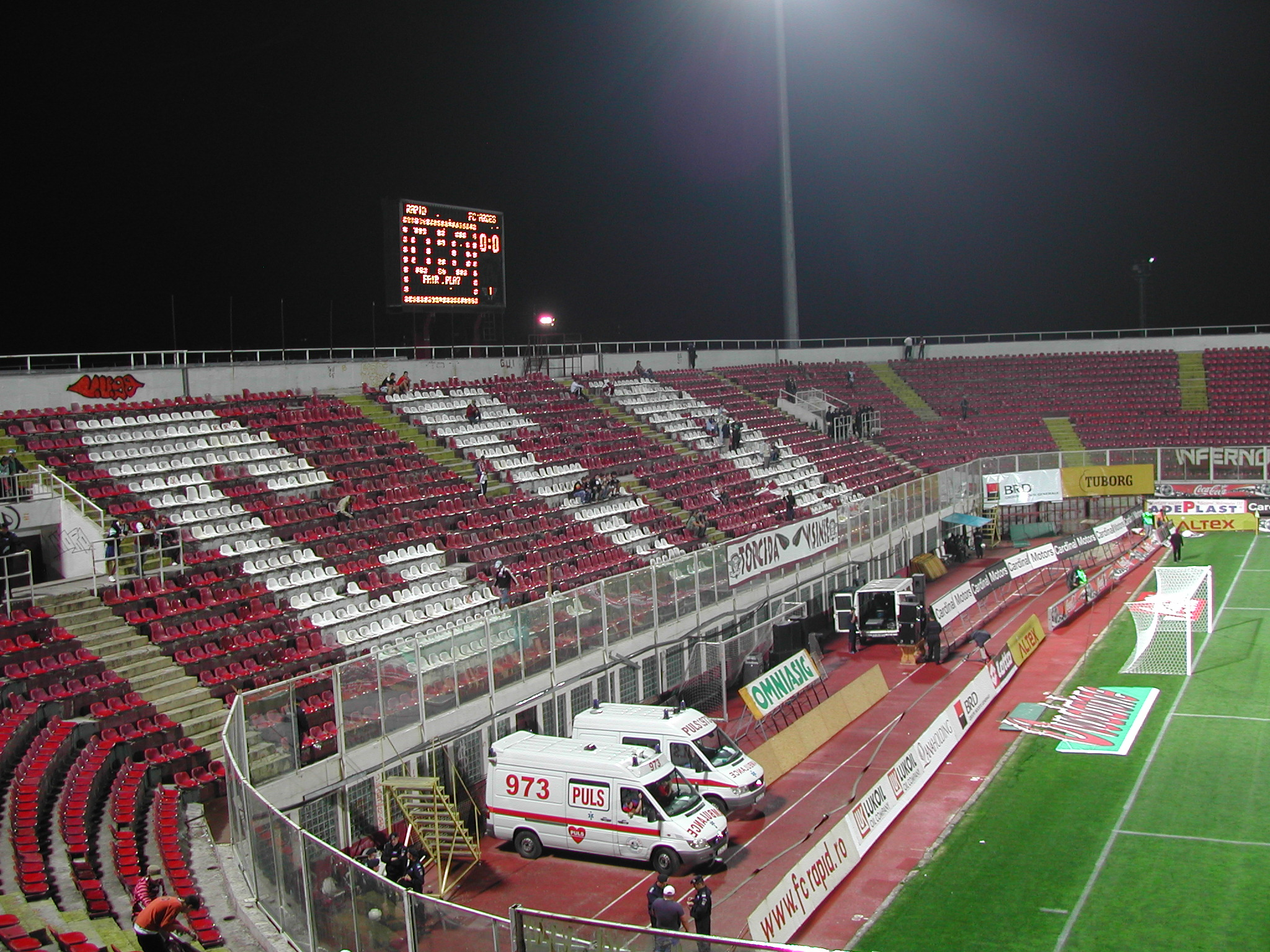
Вид на північну трибуну з головної
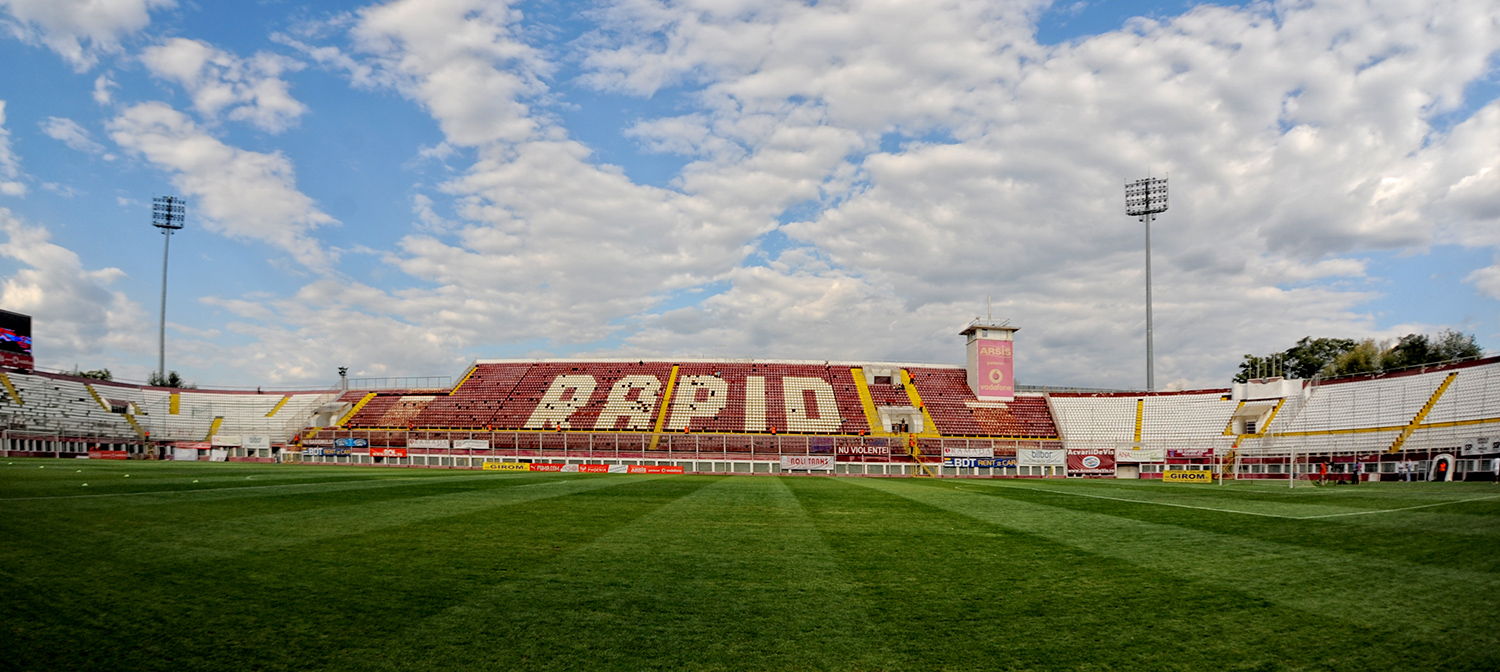
Вид на другу трибуну з головної
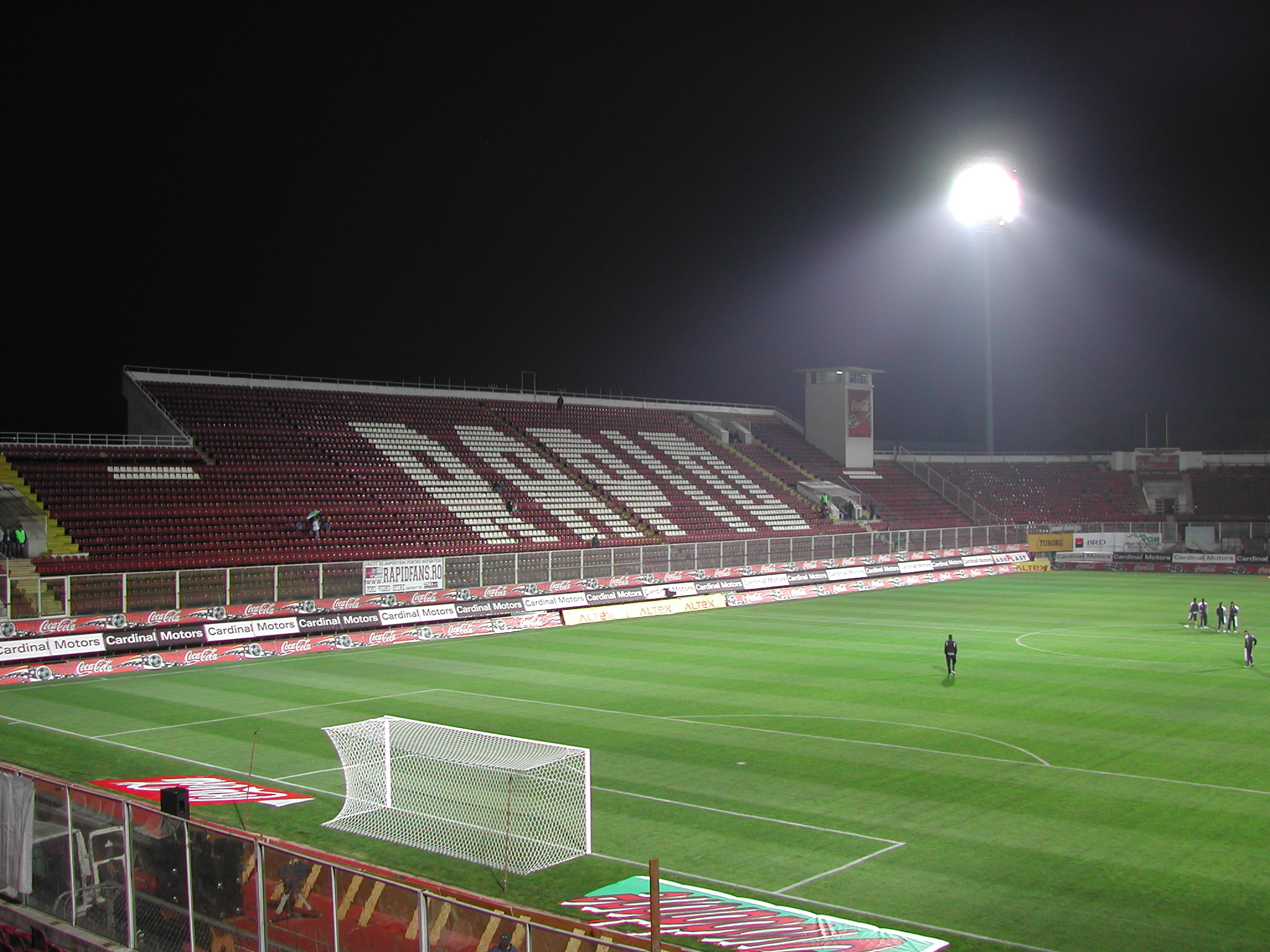
Вид на другу трибуну з північної
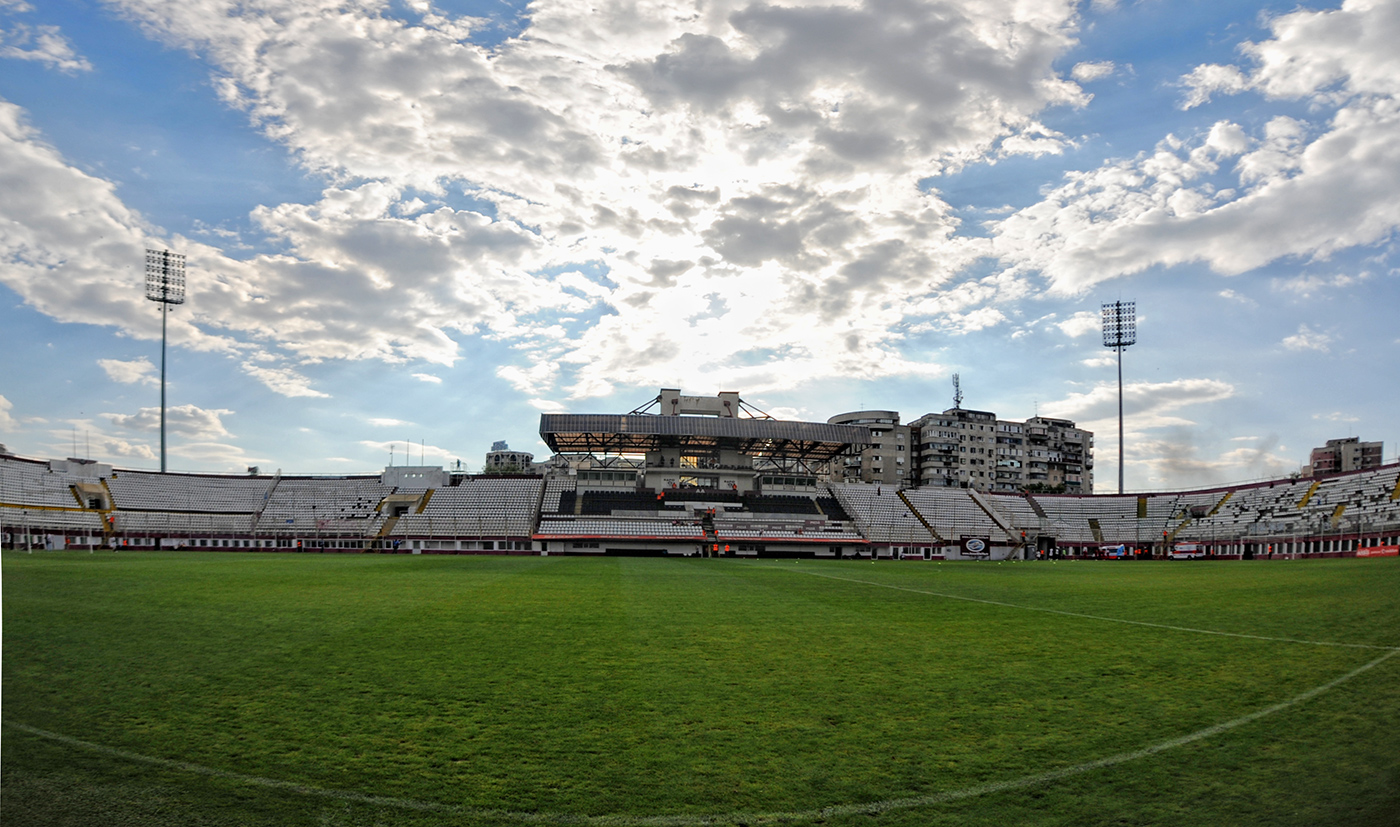
Вид на головну трибуну з другої
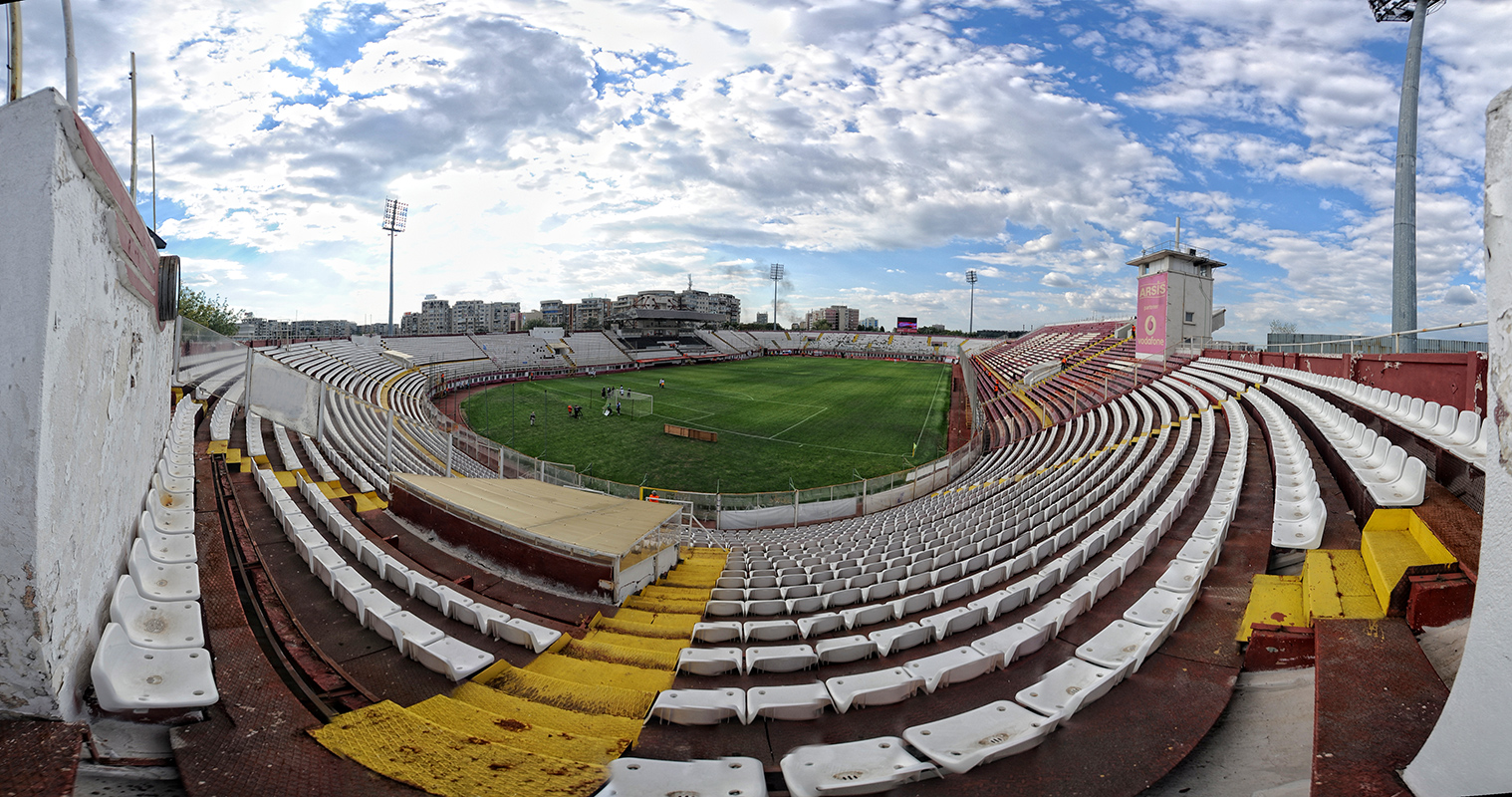
Вид на стадіон з південної трибуни
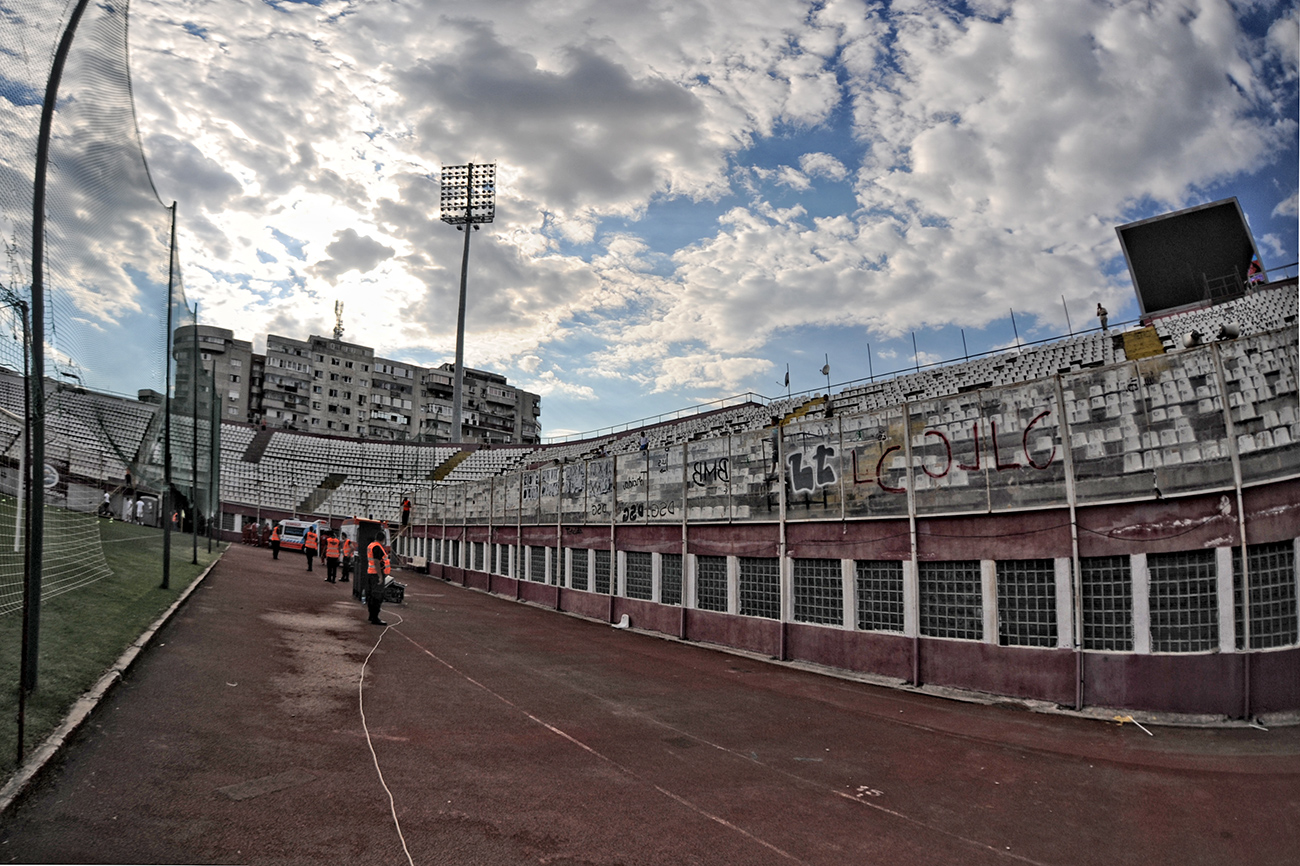
Північна трибуна у 2012 році
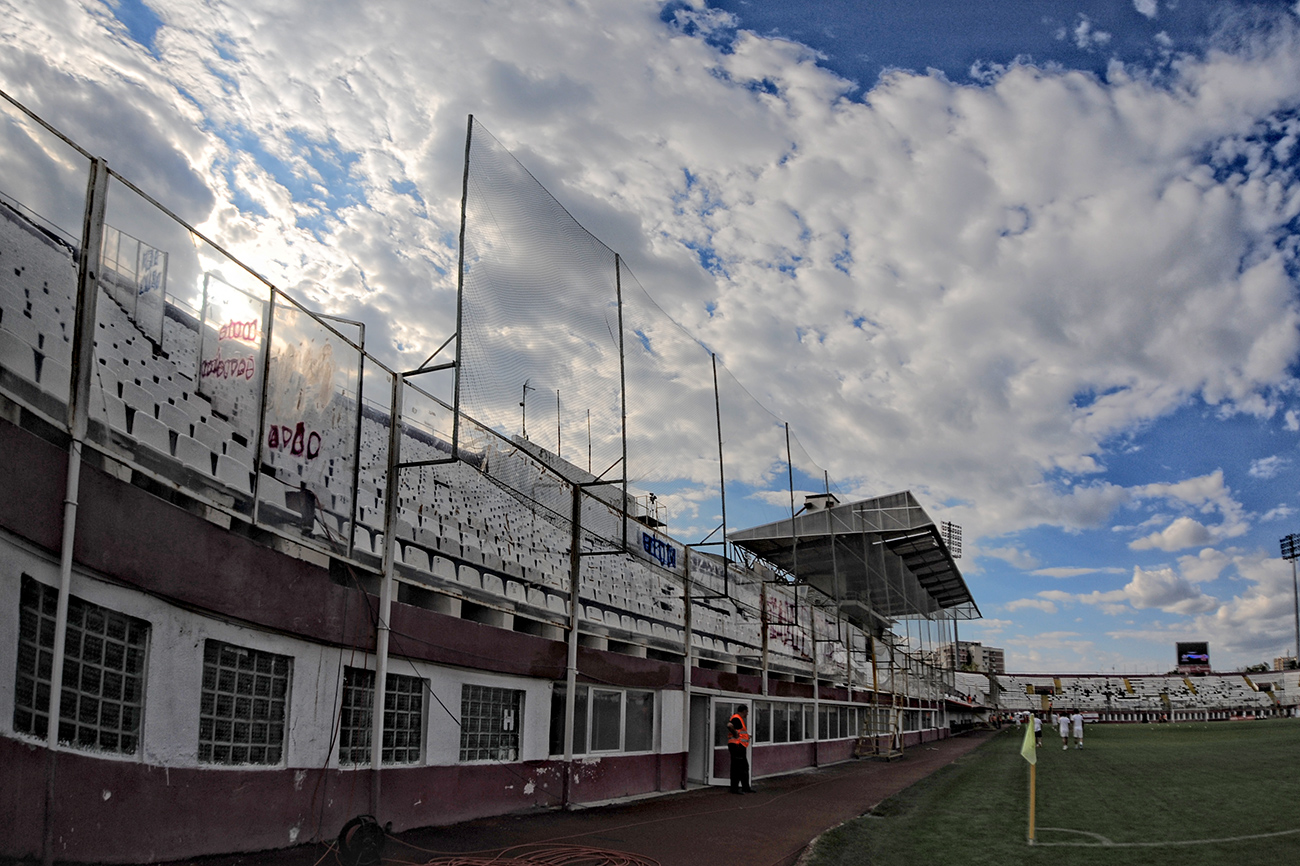
Головна трибуна у 2012 році